# كوتشليو
كوتشليو هي بلدية في مدينة تورينو الحضرية، في منطقة بيمنتة الإيطالية، وتقع على بعد حوالي 35 كيلومتر شمال شرق تورينو.

## الآثار والأماكن ذات الأهمية

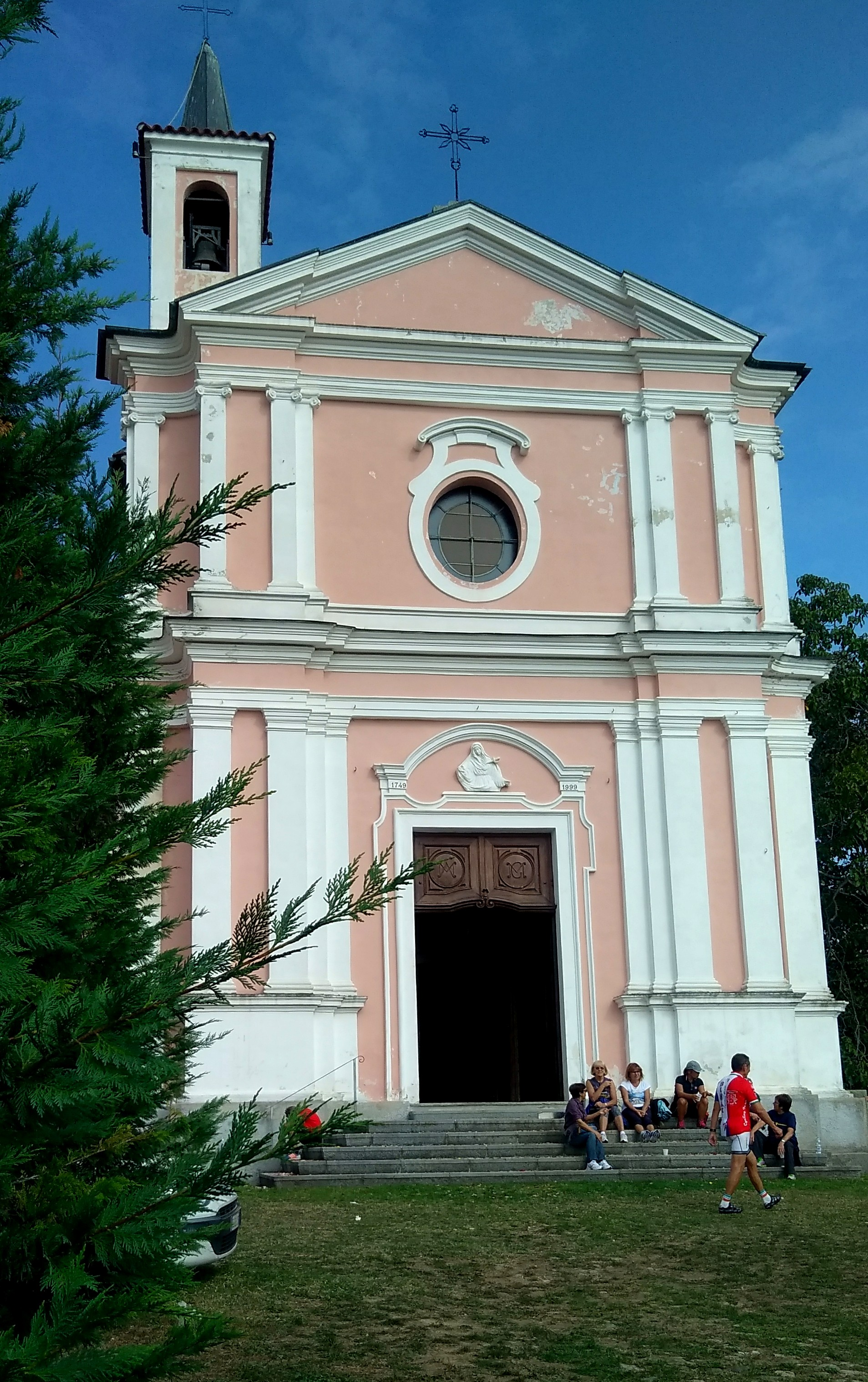
Il Santuario della Beata Vergine Addolorata

في ساحة غولييلمو ماركوني، الساحة المركزية، يوجد أول نصب تذكاري إيطالي أقيم تكريماً لملك إيطاليا أومبرتو الأول وخلف بلوط مزروع تكريماً للملكة.
والقرية مقسمة إلى منطقتين، "Gui" و"Riva" وجزء صغير "Cascine Cuffia"، وهذه الأخيرة منفصلة عن القرية وتقع في الأسفل باتجاه السهل، "Gui" هي الجزء السفلي من القرية الحقيقية و"Riva" الجزء الأعلى وتشمل محمية بياتا فيرجين أدولوراتا (كوتشجليو)، المبنية بين 1747 و1758. ومن هناك يمكن رؤية معظم أراضي «الكانافيز» المسطحة حتى تورينو.

## مجتمع

### التطور الديموغرافي
| 1861 | 1871 | 1881 | 1901 | 1911 | 1921 | 1931 | 1936 | 1951 | 1961 | 1971 | 1981 | 1991 | 2001 | 2011 |
| ---- | ---- | ---- | ---- | ---- | ---- | ---- | ---- | ---- | ---- | ---- | ---- | ---- | ---- | ---- |
| 1248 | 1187 | 1144 | 1335 | 1482 | 1242 | 918  | 918  | 750  | 688  | 774  | 771  | 843  | 925  | 997  |

### الأعراق والأقليات الأجنبية
كما ورد من المعد الوطني للاحصاء، هناك 81 أجنبيًا (38 ذكرًا و41 أنثى) يقيمون في كوتشجليو، في 1 يناير 2011.

## اقتصاد
لقرون في هذه التلال الموراعية، كان النشاط الرئيسي زراعة الكروم، ثم زراعة الكرمة حتى إنتاج النبيذ. يتم إنتاج العديد من أنواع النبيذ في Cuceglio، ولكن من المؤكد أن أثمن أنواع النبيذ وأكثرها تميزًا هو Erbaluce، من اسم كرمة متجانسة اللفظ. في Cuceglio توجد Cantina Sociale لمنطقة Canavese وCantina Roletto.
تقع Cuceglio على حدود البلديات التالية: Scarmagno وAgliè وVialfrè وMercenasco وSan Giorgio Canavese وMontalenghe .